# 트랜스월드 익스프레스

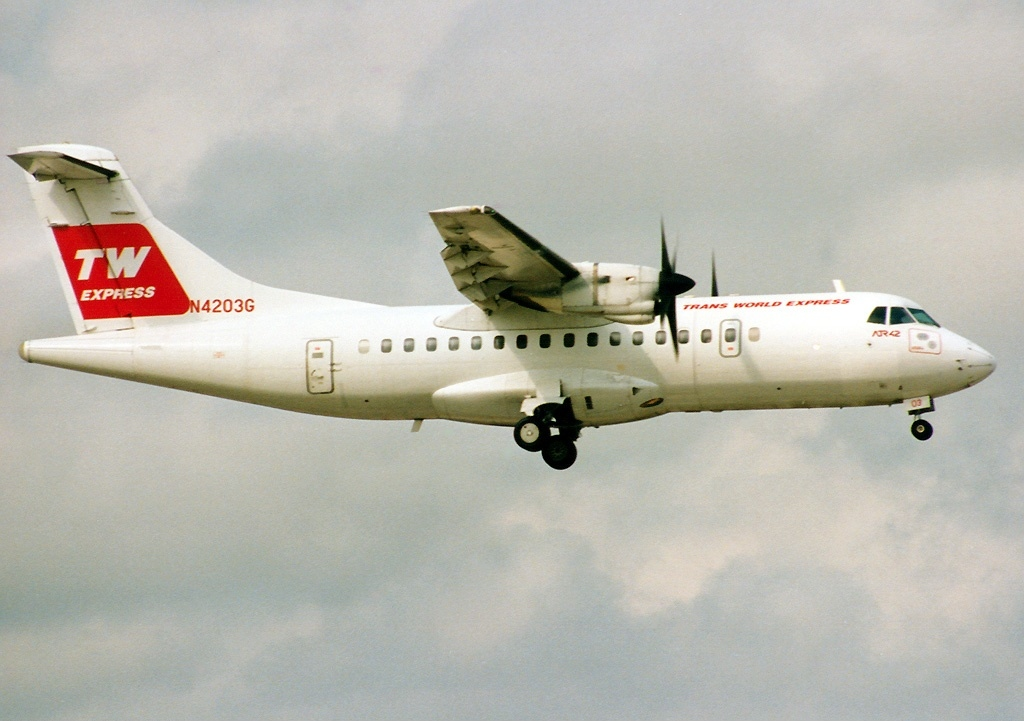

트랜스월드 익스프레스(영어: Trans World Express)는 트랜스월드 항공과 환승을 위해 지역 항공사가 운항하고 있는 명칭 상표로 당시 이 항공사는 트랜스월드 항공 편명으로 트랜스월드 항공의 허브 공항과 지방 공항의 노선을 소형 항공기로 운항했다. 하지만 2001년 12월에 아메리칸 항공과 합병되면서 아메리칸 커넥션으로 재편했다.

## 회원사
- 메트로 에어 노스웨스트
- 트랜스 유나이티드 항공
- 컴포트 항공
- 쇼토쿼 항공

## 같이 보기
- 미국의 없어진 항공사 목록